# Durchführungsbestimmungen zum Bodenschätzungsgesetz
Mit den Durchführungsbestimmungen zum Bodenschätzungsgesetz vom 12. Februar 1935, verordnet auf Grund § 16 des Bodenschätzungsgesetzes, wurde konkretisiert, wie die durch das Bodenschätzungsgesetz angeordnete Bewertung der landwirtschaftlich nutzbaren Flächen zu erfolgen hatte. Die Bestimmungen sind nicht mehr in Kraft.
Die Verordnung unterscheidet die landwirtschaftlichen Kulturarten (Nutzungsarten) „Ackerland“, „Gartenland“ und „Grünland“, wobei Acker- und Gartenland in der Verordnung gleich behandelt werden. (§ 2 und § 3 Absatz 1)
Die Verordnung sieht vor, dass für Ackerland (und Gartenland) sowie für Grünland „Schätzungsrahmen“ aufgestellt werden. Als Ergebnis dieser Schätzungsrahmen werden Wertzahlen ermittelt, die angeben, im welchen Verhältnis (v. H.) die nachhaltige Ertragsfähigkeit eines Grundstücks relativ zu den ertragsfähigsten Muster-Grundstücken – diese haben die Wertzahl 100 – steht. (§ 3 und § 4 Absatz 1)
Für Ackerland werden die Bodenzahl und die Ackerzahl festgestellt. Die Bodenzahl „bringt die durch die Verschiedenheit der Bodenbeschaffenheit bedingten Ertragsunterschiede zum Ausdruck […]. Die Ackerzahl berücksichtigt außerdem die Ertragsunterschiede, die auf das Klima, Geländegestaltung und andere natürliche Ertragsbedingungen zurückzuführen sind.“ (§ 4 Absatz 2)
„Für das Grünland wird nur eine Wertzahl (Grünlandzahl) festgestellt. Diese bringt die Unterschiede in der Ertragsfähigkeit zum Ausdruck, die auf die natürlichen Ertragsbedingungen (Boden in Verbindung mit den Grundwasserverhältnissen, Geländegestaltung, Klima usw.) zurückzuführen sind.“ (§ 4 Absatz 3)